# Marie-Antoine Carême
Marie-Antoine Carême, gyakran használt névformában Antonin Carême (Párizs, 1784. június 8. – Párizs, 1833. január 12.) francia szakács, „a szakácsok királya, a királyok szakácsa”, a francia Haute cuisine első képviselője. Az első szakács, aki világhírre tett szert.

## Munkássága
Carême 1804 és 1814 között hivatalosan Talleyrand főszakácsa volt, de állandó munkaadója mellett másoknak is dolgozott így például Carême volt 1810-ben Napóleon és Mária Lujza esküvői bankettjének a chefje. Napóleon bukását követően elhagyta Franciaországot és dolgozott IV. György angol király, I. Sándor orosz cár és I. Ferenc udvari szakácsaként is.
Carême munkássága a gyakorlati főszakácsi tevékenységtől a konyhaművészet elméleti megalapozásáig terjedt. Mint chef különböző mártásokat, ételkompozíciókat alkotott, mint elméleti szakember leírta és egyben elterjesztette a francia (service à la française) és az orosz (service à la russe) felszolgálási módszereket. A francia felszolgálási rend a fogások egy időben történő felszolgálását jelenti, míg az orosz felszolgálási rend esetén az ételeket szigorúan azok menü-kártyán felsorolt sorrendjének megfelelően szolgálják fel.
Talleyrand Carême-nek, a chef szakácsának, köszönhetően vált a bécsi kongresszus nevezetes és közkedvelt házigazdájává. A táncoló kongresszus nem csak Európa térképét rajzolta át, hanem Carême-nek köszönhetően Európa gasztronómiáját is. Ekkor terjedt el Európa szerte a ma ismert felszolgálási mód, a service à la russe.